# Atresia auricolare
L'atresia auricolare, detta anche atresia auris congenita, è una malformazione congenita dell'orecchio caratterizzata da un'ostruzione a qualsiasi livello del condotto uditivo esterno, spesso associata ad alterazioni dell'orecchio medio e del padiglione auricolare.
Si può riscontrare in varie sindromi, tra le quali la trisomia 18, la sindrome di Rasmussen e quella di Antley-Bixler